# تابستان‌خوابی

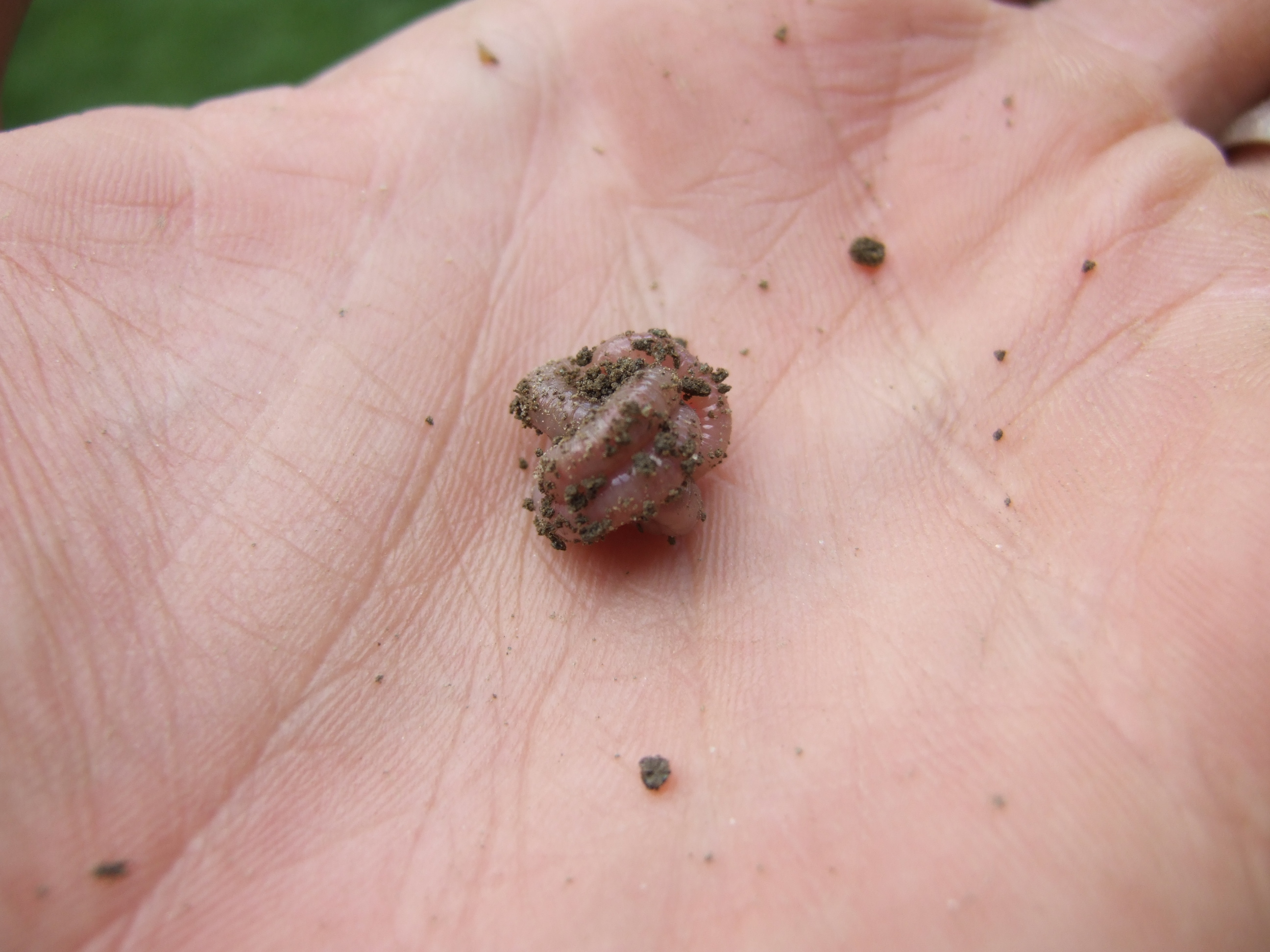
کرم خاکی در گوشه سنگی در زیر زمین لانه کرده بود. عکاس هنگام کندن گودال آن را پیدا کرد. کرم خاکی در حالی که در دست گرفته شده است، نشان داده شده است.

مجموعهٔ تغییراتی را که بر اثر گرما و خشکی در بعضی از موجودات زنده رخ می‌دهد و آن‌ها را به حالت رخوت فرومی‌برد تابستان‌خوابی (به انگلیسی: Aestivation) می‌گویند.
جاندارانی که تابستان‌خوابی می‌کنند خوابی سبک دارند و در صورت نیاز می‌توانند به‌سرعت به حالت بیداری و حالت عادی بازگردند.